# 松岡絵梨子
松岡 絵梨子（まつおか えりこ、1992年1月11日 - ）は、日本のフリーアナウンサー。大阪府枚方市出身。2022年10月よりオフィスキイワード（東京）に所属していた。

## 経歴
3歳よりピアノを始める。中学時代はバドミントン部に所属し活動。2010年、大阪府立夕陽丘高等学校 音楽科(62期生) 卒業。2015年、大阪音楽大学 音楽学部 器楽学科 ピアノ専攻 卒業。
2014年12月7日に十三戎福娘の9名に選ばれ、2015年1月9日から11日に神津神社で福娘を務めた。
大阪音楽大学ピアノ専攻を卒業。2015年4月、テレビユー山形入社。2018年3月、テレビユー山形を退社し、同年4月広島テレビに入社。
2021年3月、広島テレビを退社。
2022年8月26日現在、デジタルアーツの広報。
2022年10月よりフリーアナウンサーとしてテレビ出演を再開（デジタルアーツ広報も継続。アナウンサーとしてはオフィスキイワード所属）。また、イベント司会業も再開し、オンライン話し方教室の講師などもしている。
2023年6月、NTTデータに入社。2024年9月現在、NTTデータ法人事業推進部企画部主任。

## 人物
身長160cm。
趣味はラーメン店めぐりで特技はピアノ演奏。好きな作曲家はショパンとプロコフィエフ。
2018年5月8日放送の『テレビ派』コーナー「沿線遺産」で浜松ピアノ社に訪れた中島尚樹から呼ばれて、お店に置かれていたスタインウェイを弾くことになりバッハのプレリュードを演奏した。
2018年6月、カンヌ国際映画祭で最高賞のパルムドールを受賞した是枝裕和監督にテレビ番組インタビューを行い、松岡にとって人生初の対談形式のインタビューとなった。
広島に来てから宮島が大好きである。
エキキタバンドにキーボードで参加。
資格：マーケティング・ビジネス実務検定B級 / 世界遺産検定2級。
テレビユー山形に在職していた時期に、競合局の山形テレビでアナウンサーを務めていた塩原桜とは、現在も食事に行くことがある仲である。
ゴルフ番組『スターゴルフマッチⅢ』で、ゴルフコースにデビュー。定期的に練習をしている。

## 過去の担当番組

### テレビユー山形
- どよまん -DOYOMAN- - リポーター
  - どよまんのプレゼントコーナー「どよまんダイス」
- 情報ティータイム - MC
- ハピフラ（2016年4月-2018年3月）ナビゲーター
- Nスタやまがた（2017年1月4日-2018年3月23日）水-金曜キャスター
- あさチャン（TBS）中継リポーター

### 広島テレビ
- テレビ派（2018年4月2日 - 2021年3月19日 毎週月-金曜ニュースキャスター[11]） 
  - リポーター
  - コーナー「スイーツ男子」 - ナレーション
  - コーナー「沿線遺産」（2019年4月 - 2021年） - ナレーション
  - コーナー「今イコ!」 - ナレーション
- NNNストレイトニュース（2018年4月 - 2021年） 広島ローカル
- 広テレNews（2018年 - 2021年）
- ZIP!（2018年4月 - 、日本テレビ） ZIP!ファミリー広島
- ZIP!エキキタ（2018年 - ）MC
- つなぐヒロシマ（2018年8月6日）宮脇靖知と共にMC、ゲスト池上彰。
- 世界遺産発トライアスロン!それぞれのゴールへ（2018年8月18日） ナレーション
「はつかいち縦断みやじま国際パワートライアスロン大会2018」の模様
- 24時間テレビ41「人生を変えてくれた人」in広島（2018年8月26日）宮脇靖知と共に広島テレビ新社屋会場MC
- テレビ派特報[注 2]（2018年9月30日）森拓磨と共にMC
- テレビ派特番 ポルノグラフィティ新藤晴一の『ハルイチノオト』〜空と海が交じる しまなみ故郷がえり〜（2018年12月29日）ナレーション
- グラン・ツール・せとうち しまなみフォトジェニック（2019年5月11日）ナレーション
- WATCH 真相に迫る #75 高校生が描く原爆の絵 74年目の被爆証言（2019年6月29日）ナレーション
- zero選挙2019 参議院選挙（2019年7月21日）広島ローカルパートMC
- つなぐヒロシマ（2019年8月6日）宮脇靖知と共にMC、ゲスト池上彰。
- オードリーさん、ぜひ会ってほしい人がいるんです。 女子アナ大集合SP（中京テレビ：2019年7月15日・22日 / 広島テレビ：2019年8月13日・20日）
- 24時間テレビ42「人と人 〜ともに新たな時代へ〜」in広島（2019年8月25日）森拓磨と共にエキキタ広テレ（広島テレビ新社屋会場）MC
- STU↗でんつ!（2019年、制作局：広島テレビ / 広島テレビ、山口放送、四国放送、高知放送、西日本放送、南海放送）講師
- 広テレ歌唱王2019（2019年11月5日 『テレビ派』内で放送）MC
- HAPPY CARP YEAR あらたな1歩、お供します。（2020年1月4日）ナレーション
- WATCH 真相に迫る #88 被爆ピアノ 世界へ奏でる平和の響き（2020年7月26日）ナレーション
- 広島平和記念式典（2020年8月6日）
- 24時間テレビ43 動くin広島 Part1およびPart2（2020年8月23日）けん玉Partナレーション
- 広テレ歌唱王2020（2020年11月14日）MC
- あなたと広テレ!
- GO!GO!エンタ! - ナビゲーター
- テレビ派増刊号（ - 2021年3月）ナレーション
- 丸ごと!好奇心 知っとる!?（ - 2021年3月） - ナレーション
- てっぺん（ - 2021年3月） - ナレーション

## フリーアナウンサー
- 千葉テレビ「ビジネススタイル」（2022年10月30日 19:30-19:45）リポーター
- ゴルフネットワーク「スターゴルフマッチⅢ」(2023年5月〜)  アシスタント[10]

## イベント
- PRO WiND 023 New Year Concert 2017（2017年1月3日、山形テルサホール）司会
- 子育て応援団 すこやか2018（2018年5月19・20日、広島グリーンアリーナ）司会
- 2019広島交響楽団広島市巡回コンサート マイタウンオーケストラ広饗 モフモフ、パタパタ、いきもの音楽 大集合！（2019年3月24日、安佐南区民文化センター）司会
- 茂木健一郎の超域オンリーワンフォーラム広島（2020年2月1日、広島テレビ主催）司会
- NEW YEAR JOINT LIVE 城みちる 大瀬戸千嶋 ジョイントコンサート「Sea Side Story 2020」with エキキタバンド + イルカバンド（2020年1月19日、BLUE LIVE HIROSHIMA）広島テレビ関係者の「エキキタバンド」としてステージにあがりキーボードを演奏。
- 親子で楽しむ真夏のベートーヴェン（2020年8月30日、シンフォニア岩国 コンサートホール）司会・朗読
- イオンモール日の出 クリスマスツリー点灯式（2022年11月3日、イオンモール日の出 専門店街 1F メインコート）司会
- ららタチフェス2022（2022年11月20日、ららぽーと立川立飛）司会
- 国土交通省 アイデアコンテスト「10年後の歩行って？」表彰式典（2022年11月29日、中央合同庁舎第3号館8階 特別会議室）司会
- 広島交響楽団　安芸高田公演(2023年11月12日、安芸高田市民文化センタークリスタルアージョ）司会